# Tranemo (commune)
La commune de Tranemo est une commune suédoise du comté de Västra Götaland, peuplée d'environ 11 890 habitants (2020). Son chef-lieu se situe à Tranemo.

## Localités principales
- Ambjörnarp
- Dalstorp
- Grimsås
- Länghem
- Limmared
- Ljungsarp
- Rosenlund
- Sjötofta
- Tranemo
- Uddebo